# Romeo Bandison
Romeo Bandison (Den Haag, 12 februari 1971) is een voormalige American football defensive tackle in de National Football League, spelend voor de Washington Redskins. Hij begon bij Amsterdam Crusaders en speelde voor een middelbare school in Tamalpais, Mill Valley, Californië en daarna bij de Universiteit van Oregon. Hij speelde college football voor de universiteitsteam Oregon Ducks.
Bandison werd in de NFL Draft van 1994 gekozen door de Cleveland Browns, maar speelde daar nooit. Na een transfer naar de Washington Redskins, debuteerde hij daar in 1995. In 1998 speelde hij nog voor de Amsterdam Admirals van de toenmalige World League of American Football.
Bandison was de eerste speler (van drie) met een NFL-contract die American Football geleerd en gespeeld hebben in Europa. Na hem kwamen de Duitsers Sebastian Vollmer (Draft 2009) en Markus Kuhn (Draft 2012).